# Berenice de Cirenaica
Berenice (Grego antigo: Βερενίκη), foi uma antiga cidade da era grega e romana perto de Benghazi, na atual Líbia, em homenagem a Berenice II do Egito. A cidade estava localizada em um terreno elevado no que hoje é o subúrbio de Sebkha Es-Selmani (Pântano de Es-Selmani), no leste de Benghazi.
O sítio arqueológico de Berenice está localizado no bairro de Sidi Ekhreibish, no centro-norte de Benghazi, e é cercado em três lados por edifícios modernos. A colonização grega na área começou nas proximidades de Euspérides (também localizada dentro dos limites de Benghazi) no início do século VI a.C.